# 田北真樹子
田北真樹子（たきた まきこ、1970年〈昭和45年〉 - ）は、日本のジャーナリスト。月刊誌『正論』編集長。

## 経歴
大分県出身。シアトル大学卒業後、1996年産経新聞入社。2009年、ニューデリー支局長就任。2013年以降は「歴史戦」取材班などで慰安婦問題などを取材してきた。2015年に政治部に戻り首相官邸キャップを経て、現在は産経新聞「正論」編集長。

## 著書
- 『日本がダメだと思っている人へ　これが防衛力抜本強化の実態だ』
江崎道朗共著、ビジネス社、2024年10月。ISBN 978-4-8284-2665-5